# Ailbe

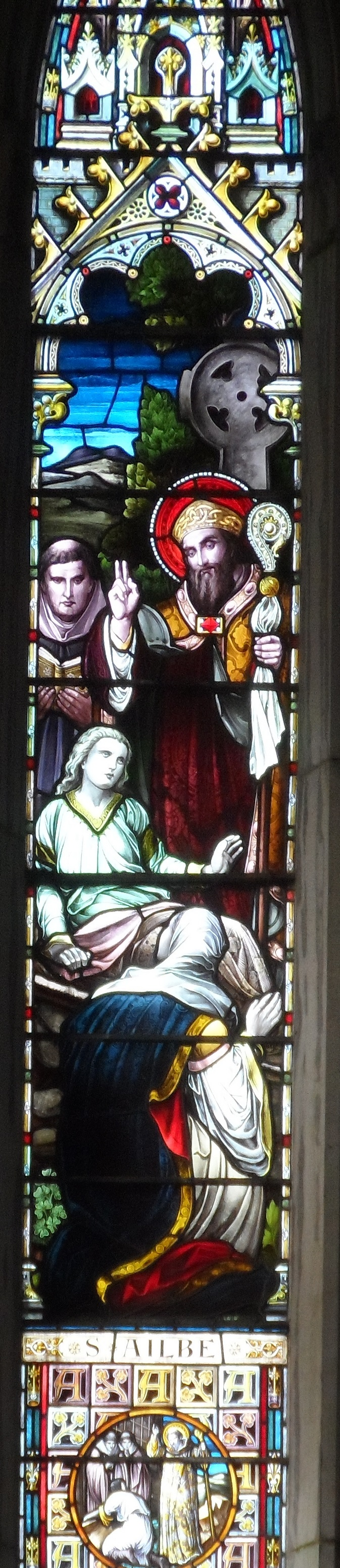
Darstellungen aus der Legende von St. Ailbe, Kirchenfenster in Emly, 19. Jahrhundert

St. Ailbe (altirische Aussprache: [ˈalʲvʲə], neuirisch: Ailbhe, lateinisch: Albeus, Alibeus, englisch St. Elvis, walisisch, Eilfyw oder Eilfw) ist ein frühchristlicher Heiliger Irlands. Er war ein Bischof und wird als Heiliger verehrt. Nach den Annalen von Inisfallen, die sich auf ursprünglich in Emly erstellte Aufzeichnungen stützen, starb Ailbe 528.

## Leben
Über Ailbe ist nur wenig Zuverlässiges bekannt. In irischen Quellen aus dem 8. Jahrhundert wird er als erster Bischof und späterer Schutzpatron von Emly in Munster (Irland) angesehen. Spätere walisische Quellen (aus dem 11. Jahrhundert) bringen ihn mit dem heiligen David von Menevia in Verbindung, den er getauft haben soll, und sehr späte Quellen (16. Jahrhundert) geben ihm sogar eine lokale walisische Abstammung, was ihn zu einem alten Briten macht.
Sowohl Ailbes Name als auch der Ort, an dem er seine Kirche gründete, haben in ihrer Etymologie und Mythologie bedeutende Assoziationen. Emly, Imleach Iubhair, hat seinen Namen, „das Seeufer der Eibe“, vielleicht von einer vorchristlichen heiligen Eibe an diesem Ort. Ailbe selbst war der Name eines göttlichen Kriegshundes, der die Grenzen von Leinster bewachte. Orte wie Magh Ailbe, die Ebene von Ailbe, auf der der Lia Ailbe, der Stehende Stein von Ailbe, stand, zeugen davon.
Der Name Ailbe ist von den irischen Wörtern Ail (Fels) und beo (lebendig) abgeleitet. Ailbe wurde als Sohn einer Magd im Haus von Cronan, dem Herrn von Eliach in der Grafschaft Tipperary, geboren. Cronan missbilligte aus nicht näher erläuterten Gründen seine Geburt und ordnete an, dass das Kind „Hunden und wilden Tieren ausgesetzt werden sollte, damit es gefressen würde“. Doch stattdessen wurde der Säugling unter einem Felsen (Ail) versteckt und lebend (beo) von einer Wölfin gefunden, die es mit ihren eigenen Jungen aufzog. Der Heilige revanchierte sich gegen Ende seines Lebens, als eine von Jägern verfolgte Wölfin bei ihm Zuflucht suchte. Er ordnete an, dass die Wölfin nicht verletzt werden dürfe und jeden Tag zu ihm zum Essen kommen solle.
Der Name Ailbe wird als Albeus latinisiert und manchmal als Elvis anglisiert. Ailbe wird häufig als Anführer der vier palladischen Bischöfe genannt, die alle im Süden Irlands wirkten – Ailbe von Emly, Ibar von Beggerin, Declan von Ardmore und Ciaran von Saighir – und zwar vor oder um die Zeit der Ankunft des heiligen Patrick von Irland.
Da Ailbe auch in Südwales bekannt war, scheint es sicher zu sein, dass es vor Patrick von Irland eine Bewegung von Christen zwischen dem Süden von Wales und dem Süden Irlands gab. Und es könnte sein, dass Ailbe seinen christlichen Glauben durch diese Bewegung erhalten hat. Einer anderen Quelle zufolge taufte er den heiligen David von Wales.

## Verehrung
Der heilige Ailbe wird als einer der vier großen Schutzpatrone Irlands verehrt. Sein Festtag ist der 12. September. Er ist der Schutzpatron der Erzdiözese Cashel (Tipperary) und Emly, mit Sitz in Thurles im County Tipperary. Der letzte Bischof von Emly war der selige Terence Albert O’Brien O.P., der 1651 den Märtyrertod erlitt.